# Echo presenta: Invasión
Echo presenta: Invasión es un álbum recopilatorio del productor de reguetón Echo, lanzado el 24 de julio de 2007, con la participación de Don Omar, Daddy Yankee, entre otros. El sencillo «Delirando» de Wisin & Yandel, alcanzó la posición 30 y 36 en las listas Billboard Tropical Airplay y Latin Rhythm, respectivamente.

## Lista de canciones
| N.º | Título | Productor(es)                         | Duración |  |
| 1.  | «Intro» (Daddy Yankee, Don Omar, Cosculluela, Héctor el Father, Chyno Nyno, Jowell & Randy, Arcángel y Voltio) | Echo · Diesel                         | 1:43     |  |
| 2.  | «Mi nena» (Don Omar)                                                                                           | Echo · Diesel                         | 3:40     |  |
| 3.  | «Delirando» (Wisin & Yandel)                                                                                   | Nesty · Víctor                        | 3:18     |  |
| 4.  | «Caliente» (Daddy Yankee con Jazze Pha)                                                                        | Jazze Pha                             | 3:37     |  |
| 5.  | «Ando Ready» (Héctor el Father)                                                                                | Echo                                  | 3:48     |  |
| 6.  | «No juegues más» (Jowell & Randy)                                                                              | Echo · DJ Giann · Dexter · Mr. Greenz | 4:26     |  |
| 7.  | «Sientan la presión» (Arcángel)                                                                                | DJ Giann                              | 2:59     |  |
| 8.  | «Carita de ángel» (Ángel & Khriz)                                                                              | Santana · Gocho                       | 3:09     |  |
| 9.  | «Como toda una señora» (Dálmata)                                                                               | DJ Memo                               | 3:03     |  |
| 10. | «La calle llora» (Cosculluela con Mexicano)                                                                    | Echo                                  | 4:18     |  |
| 11. | «Ilogico» (Los Yetzons con Alexis)                                                                             | Mambo Kingz                           | 3:30     |  |
| 12. | «Yal, Yal, toma» (Voltio)                                                                                      | Monserrate & DJ Urba                  | 3:59     |  |
| 13. | «Una cita» (Zion & Lennox)                                                                                     | Monserrate & DJ Urba                  | 3:38     |  |
| 14. | «Acomódate» (Fussion Musik)                                                                                    | Danny Fornaris                        | 3:43     |  |
| 15. | «Me gustas tú» (Divino)                                                                                        | Yai & Toly                            | 3:26     |  |
| 16. | «Déjala sola» (Yaga & Mackie)                                                                                  | Echo · Nixon                          | 3:12     |  |
| 17. | «Siente el Swing» (JQ)                                                                                         | Walde                                 | 2:56     |  |
| 18. | «Baila lento» (Klaze & Eztylo)                                                                                 | Villa                                 | 3:17     |  |
| 19. | «Camina derecho» (Cosculluela)                                                                                 | Monserrate & DJ Urba · Sosa           | 2:54     |  |
| 20. | «Zúmbenme» (Chyno Nyno)                                                                                        | Echo                                  | 3:30     |  |
| 21. | «Siéntelo» (M.J.)                                                                                              | Mambo Kingz                           | 3:08     |  |
| 22. | «Como yo» (TNT)                                                                                                | Echo                                  | 2:59     |  |
| 23. | «Me tienta» (Jayko) (Pista oculta)                                                                             | Nesty · Víctor                        | 3:31     |  |

## Posicionamiento en listas
| Listas (2007)                           | Mejor posición |
| --------------------------------------- | -------------- |
| Estados Unidos (Billboard 200)          | 188            |
| Estados Unidos (Latin Rhythm Albums)    | 3              |
| Estados Unidos (Top Latin Albums)       | 10             |
| Estados Unidos (Top Compilation Albums) | 8              |